# کالیفرنیکیشن
کالیفرنیکیشن یک مجموعه تلویزیونی در ژانر کمدی-درام آمریکایی است که توسط تام کاپینوس ساخته شد و به مدت هفت فصل از ۱۳ اوت ۲۰۰۷ تا ۲۹ ژوئن ۲۰۱۴ در شبکه تلویزیونی شوتایم پخش شد.
سریال داستان یک نویسنده پردردسر ساکن نیویورک، هنک موودی (دیوید دوکاونی) است که بخاطر شغل خود به کالیفرنیا نقل مکان می‌کند. عادات مشروب خواری، زن‌بارگی و سوء مصرف مواد او روابطش را با معشوق دیرینه اش کارن (ناتاشا مک‌الهون) و دخترشان بکا (مادلین مارتین) پیچیده می کند. دیگر شخصیت‌های اصلی سریال چارلی رانکل (ایوان هندلر) بهترین دوست و مشاور هنک و مارسی (پاملا آدلون) همسر چارلی هستند. مضامین تکرارشونده این سریال عبارتند از سکس، مواد مخدر، و راک اند رول، که همگی به طور منظم نمایش داده می‌شوند.

## معنای اسم
Californication از دو واژه California و fornication تشکیل شده که اولی اشاره به کالیفرنیا و دومی به معنای روابط جنسی است.

## خلاصه داستان
داستان در مورد یک نویسنده رمان‌های رئالیستی به نام هنک موودی (دیوید دوکاونی)است که زندگی خوبی ندارد و در زندگی شخصی و حتی شغلش به پوچی و بن‌بست رسیده و سعی در عوض کردن شرایط ندارد.
معشوقه اش از او جدا شده و او تلاش می‌کند زندگی را به مسیر سابق برگرداند، در این بین هنک با بی بند و باری و ارتباط نامشروع با هر زنی که به شکلی با وی در ارتباط است فاصله خود و معشوقه اش که حال قصد ازدواج با مردی موفق به اسم بیل را دارد بیشتر و بیشتر می‌کند، همزمان دختر نوجوان آنها در مدرسه و دوست، همکار و مدیر برنامه‌هایش هم مشکلاتی برای او درست می‌کنند.

## بازیگران
بازیگر نقش اول این مجموعه دیوید دوکاونی است که در سریال پرونده‌های مجهول هم نقش اصلی را بازی کرده بود.

## فصل‌ها
این سریال در ۷ فصل ۱۲ قسمتی از سال‌های ۲۰۰۷ تا ۲۰۱۴ پخش شد.

## حاشیه‌ها
پخش این سریال با وجود موفقیت‌های زیادی که در جشنواره‌ها و مراسم تلویزیونی کسب کرد، با مخالفت‌های زیادی از سوی نهادهای حامی خانواده و بعضی گروهای مسیحی مواجه شد. این اعتراضات از همان صحنه ابتدایی سریال که هنک را در کلیسا مشغول رابطه جنسی با راهبه‌ای زیبا (البته در رؤیای هنک در خواب) نشان می‌دهد، شروع شد. با شکایات و بیانه‌های زیادی که در اعتراض به نشان دادن بیش از حد روابط جنسی در این سریال صورت گرفت، بسیاری از شرکت‌ها و کمپانی‌ها پخش آگهی‌های خود را در این سریال متوقف کردند. شکایتی دیگری که از این سریال صورت گرفت مربوط به نام آن یعنی کالیفرنیکیشن که از دو واژه کالیفرنیا و فورنیکیشن تشکیل شده‌است. گروه موسیقی راک رد هات چیلی پپرز شکایتی علیه مسئولان شبکه تنظیم کرد که این نام قبلاً توسط این گروه در یکی از البومهایشان استفاده شده‌است. با وجود تمام این تنش‌ها این سریال در قسمت آخر فصل ١، یکی از پربیننده‌ترین در زمان خود بوده‌است و تحسین منتقدان را همچنان به همراه دارد.

## جوایز
دیوید دوکاونی برای این سریال جوایزی از جمله جایزه گلدن گلوپ و جایزه امی را دریافت کرده‌است.

### جایزه گلدن گلوب
- ۲۰۰۷ بهترین بازیگر سریال‌های کمدی یا موزیکال (دوکاونی در نقش هنک مودی) - برنده
- ۲۰۰۷ بهترین سریال کمدی یا موزیکال - نامزد
- ۲۰۰۸ بهترین بازیگر سریال‌های کمدی یا موزیکال (دوکاونی در نقش هنک مودی) - نامزد
- ۲۰۰۸ بهترین سریال کمدی یا موزیکال - نامزد
- ۲۰۰۹ بهترین بازیگر سریال‌های کمدی یا موزیکال (دوکاونی در نقش هنک مودی) - نامزد
- ۲۰۱۱ بهترین بازیگر سریال‌های کمدی یا موزیکال (دوکاونی در نقش هنک مودی) - نامزد

## جدول پخش در سراسر جهان
| کشور          | تاریخ پخش                  | شبکه تلویزیونی                  |
| ------------- | -------------------------- | ------------------------------- |
| ایالات متحده  | ۱۳ اوت ۲۰۰۷                | Show Time                       |
| کانادا        | ۱۳ اوت ۲۰۰۷                | The Movie Network/Movie Central |
| استرالیا      | ۲۷ اوت ۲۰۰۷                | Network Ten                     |
| اتریش         | ۵ سپتامبر ۲۰۰۷             | ORF 1                           |
| زلاند نو      | ۲۲ سپتامبر ۲۰۰۷            | TV3                             |
| بریتانیا      | ۱۱ اکتبر ۲۰۰۷              | Five                            |
| نروژ          |                            | TV2                             |
| استونی        | ۲۶ ژوئن ۲۰۰۸               | TV3                             |
| دانمارک       | ۲ ژانویه ۲۰۰۸              | TV 2, Channel 6                 |
| ایرلند        |                            | TV3                             |
| اسرائیل       | ۴ مه ۲۰۰۸                  | xtra HOT                        |
| ایتالیا       | ۶ مارس ۲۰۰۸ ۹ سپتامبر ۲۰۰۸ | Jimmy Italia 1                  |
| اسلوونی       | ۲۹ سپتامبر ۲۰۰۸            | POP TV                          |
| سوئد          |                            | TV4                             |
| فنلاند        | ۱۷ مارس ۲۰۰۸               | Nelonen                         |
| لیتوانی       | ۱۷ مارس ۲۰۰۸               | TV3                             |
| هلند          | ۱۲ نوامبر ۲۰۰۷             | Comedy Central                  |
| ترکیه         |                            | ComedyMax                       |
| برزیل         |                            | Warner Channel                  |
| فرانسه        | ۱۴ مارس ۲۰۰۸               | M6                              |
| آلمان         | ۱۴ مه ۲۰۰۸ ۲۹ سپتامبر ۲۰۰۸ | RTL2 AXN                        |
| اسپانیا       | ۱۲ ژوئن ۲۰۰۸               | Cuatro                          |
| آفریقای جنوبی |                            | M-Net                           |
| شیلی          | ۱۳ مه ۲۰۰۸                 | TVN                             |
| کره جنوبی     | ۱۹ ژوئن ۲۰۰۸               | OCN                             |
| روسیه         | ژانویه ۲۰۰۸ ۱۱ اوت ۲۰۰۸    | Kanal One Russia DTV            |
| پاناما        | ۱۲ سپتامبر ۲۰۰۸            | TVMax                           |
| کرواسی        | ۵ ژانویه ۲۰۰۹              | HRT                             |